# Ганенко, Константин Емельянович
Константин Емельянович Ганенко (11 июня 1914, Париж — 5 марта 1984, Коломна) — советский работник промышленности, директор завода «Тяжстанкогидропресс» (1960—1966).

## Биография
Родился 11 июня 1914 года в Париже. Из семьи служащих.
В 1931 году окончил школу ФЗУ Харьковского электромеханического завода, после чего работал модельщиком, контроллёром ОТК и старшим конструктором. Был студентом вечернего отделения Харьковского политехнического института, который окончил в 1940 году.
Занимал должности инженера-технолога, заместителя главного технолога, заместителя начальника цеха Краматорского завода тяжёлого станкостроения. В 1941—1942 годах — технолог цехов Уральского завода тяжёлого машиностроения и Свердловского завода имени М. И. Калинина.
В 1942 году командирован в Новосибирск на завод «Тяжстанкогидропресс» начальником инструментального цеха, позднее — заведующий бюро технологической подготовки механосборочного цеха, заместитель начальника и начальник двух цехов, начальник отдела технического контроля, главный технолог и главный инженер, с 1960 по 1966 — руководитель предприятия. Содействовал консолидации организаторов производства, технологов и конструкторов для повышения уровня изготовления машин.
В 1966 году направлен главным инженером на Коломенский завод тяжёлого станкостроения, оставался его работником до 1980 года.

## Награды
Ордена Трудового Красного Знамени и «Знак Почёта», медали.